# 元子孝
元 子孝（げん しこう、生没年不詳）は、北魏・西魏の皇族。義陽王。字は季業。

## 経歴
鉅平県公元欽の子として生まれた。8歳のとき、司徒の崔光と面会して、「後生の領袖、必ずこの人なり」と評された。 534年（永熙3年）、孝武帝が入関したとき、随従することができなかった。後に長安に入り、義陽王に封じられた。子孝は容姿と態度が美しく、ユーモアに巧みで、酒を好み士を愛したため、人々がかれのもとに集まり、賓客も絶えることがなかった。私邸に学館を置いて、子弟たちを集め、昼夜に講読した。生徒たちには自分の子と同じように衣食を給与した。後に尚書令や柱国大将軍を歴任した。宇文氏に国を奪われていくのが明らかとなり、無力感に苛まれつつ、日夜酒に溺れた。後に降封されて公となり、拓跋氏の姓に復した。ほどなく死去した。
子の元贇が後を嗣いだ。

## 伝記資料
- 『魏書』巻19上 列伝第7上
- 『北史』巻17 列伝第5